# 今庄宿

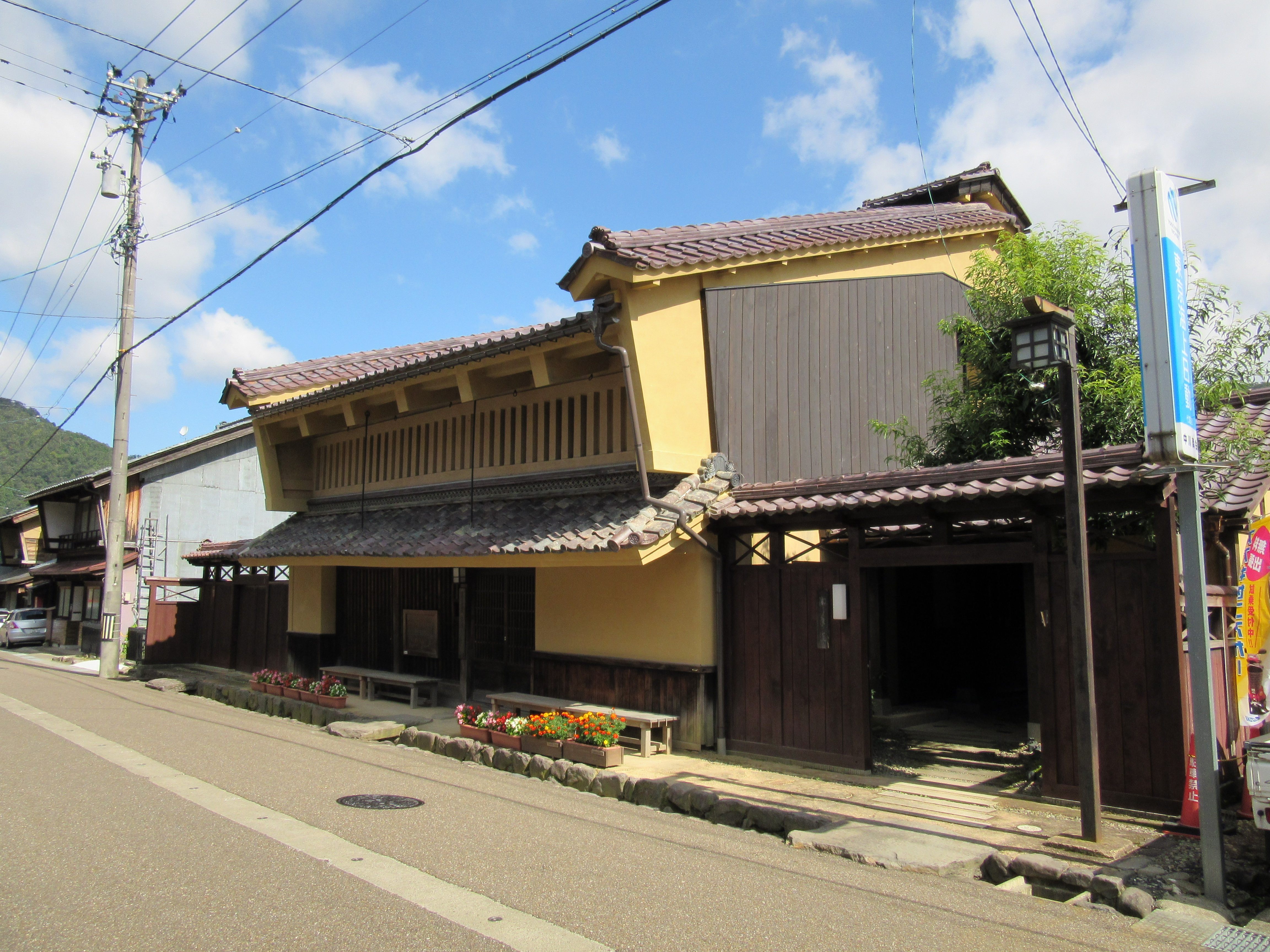
京藤甚五郎家

今庄宿（いまじょうじゅく）は、越前国南条郡にあった北陸道（北国街道）の宿場で、現在は福井県南越前町に位置する。2021年8月に、南越前町今庄宿伝統的建造物群保存地区の名称で、国の重要伝統的建造物群保存地区に選定されている。

## 概要
今庄は、幾重にも山が重なり、北陸随一の難所を背に、京の都から北陸地方への玄関口に位置しているため、古くから交通の要衝であり、江戸時代には参勤交代のための越前有数の宿場町として栄えた。現在もなお、当時の面影を残す町並みが残されている。
2020年12月14日、南越前町は国の重要伝統的建造物群保存地区（重伝建）に申請した。福井県内では熊川宿（若狭町）、小浜西組（小浜市）がすでに選定されている。対象は、今庄宿の旧北国街道約1.2km区間に面する建造物などで、約9.2haのエリア。同エリアは通りに古い趣ある建物が並び、江戸時代に建設された建物が8棟残る。また、昭和30年代以前に建てられた「伝統的建造物」の対象が約160棟あるが、景観の維持・復元について所有者の同意が得られた118棟を同建造物として申請する。同町は2017年4月より今庄宿の調査に着手し、2019年12月には地元住民らでつくる「今庄宿まちづくり推進協議会」の協力を得て住民向け説明会を開始。9回の説明会が開催された。同町ではこれをテコにしての観光活性化や空き家の飲食店への転用、移住者の呼び込みに活用したい方針。

## 主な建造物・施設
- 問屋場跡
- 高札場跡
- 御札場跡
- 御茶屋場馬跡
- 文政の道しるべ
- 旅籠若狭屋（武士、町人が宿泊した旅宿。天保年間には55軒の旅籠があったが、当旅籠はその中でも最大のものだった）
- 京藤甚五郎家
- 本陣跡
- 脇本陣跡（本陣の予備施設。特に加賀藩の利用が多く「加賀本陣」とも呼ばれた）

## 造り酒屋
江戸時代には15軒の酒屋が軒を連ね、街道を行き来する旅人の喉を潤した。現在も、今庄には街道沿いに造り酒屋が4軒ある。
- 堀口酒造（大屋）
- 北善商店（善六）
- 白駒酒造（中大）
- 畠山酒造（玉や）

## 重要伝統的建造物群保存地区基本データ
- 名称 - 南越前町今庄宿伝統的建造物群保存地区
- 種別 - 宿場町
- 面積 - 9.2ヘクタール
- 所在地 - 福井県南条郡南越前町今庄
- 選定年月日 - 2021年8月2日
- 選定基準 - （二）伝統的建造物群及び地割がよく旧態を保持しているもの

## 今庄そば
当地のそばは古来より今庄宿を訪れる旅人との楽しみの一つであった。歯ごたえと風味の良さで知られる。明治時代に鉄道が開通し、今庄駅のプラットホームに停車時間を利用した「立ち食いそば」が誕生したことがきっかけで全国ブランドとなった。2020年現在、今庄のそば店は12軒ある。その他、そば粉を使った「半生そば」やお菓子などの土産物がある。

## ギャラリー

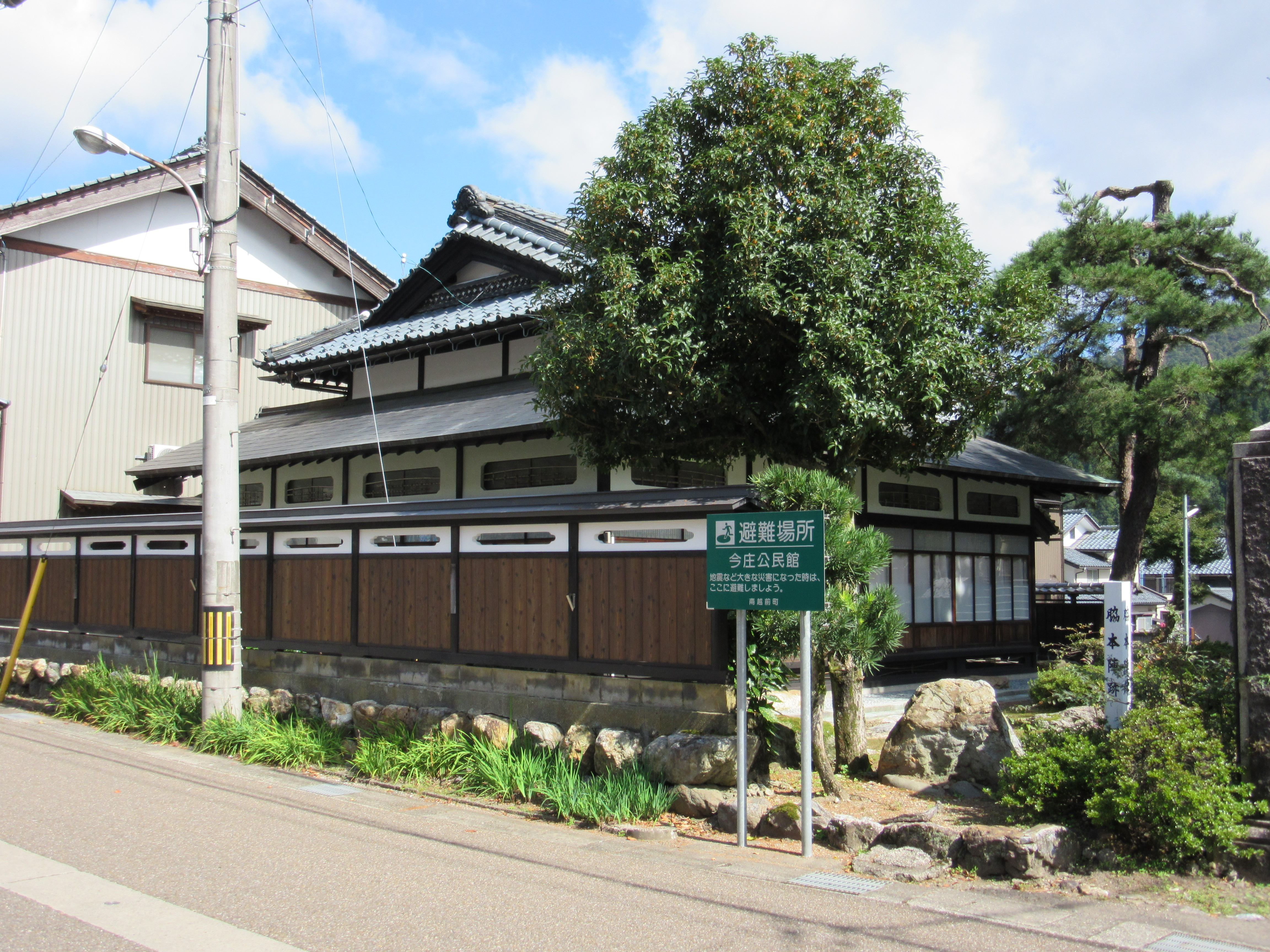
今庄宿脇本陣
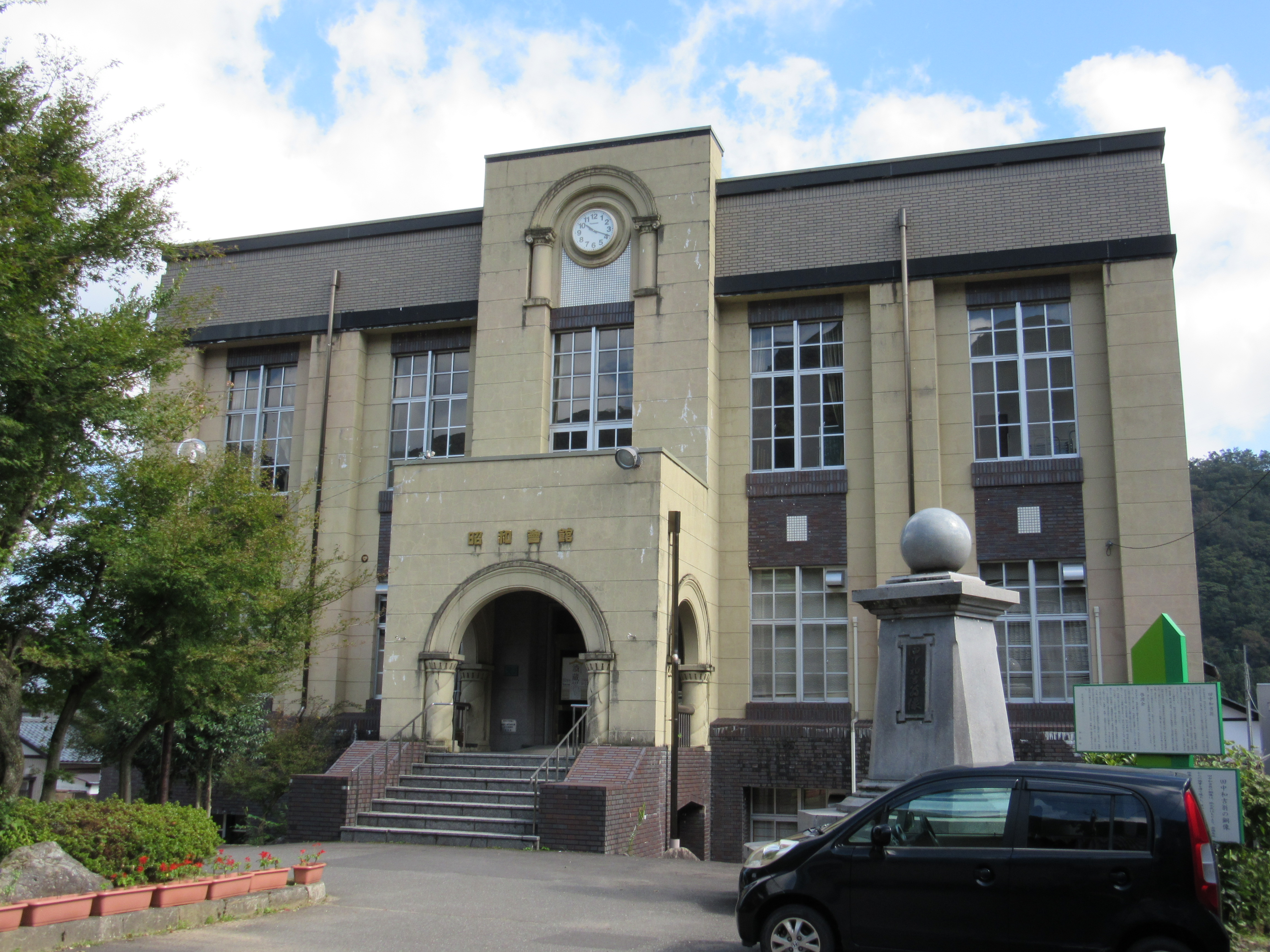
今庄公民館（昭和会館）
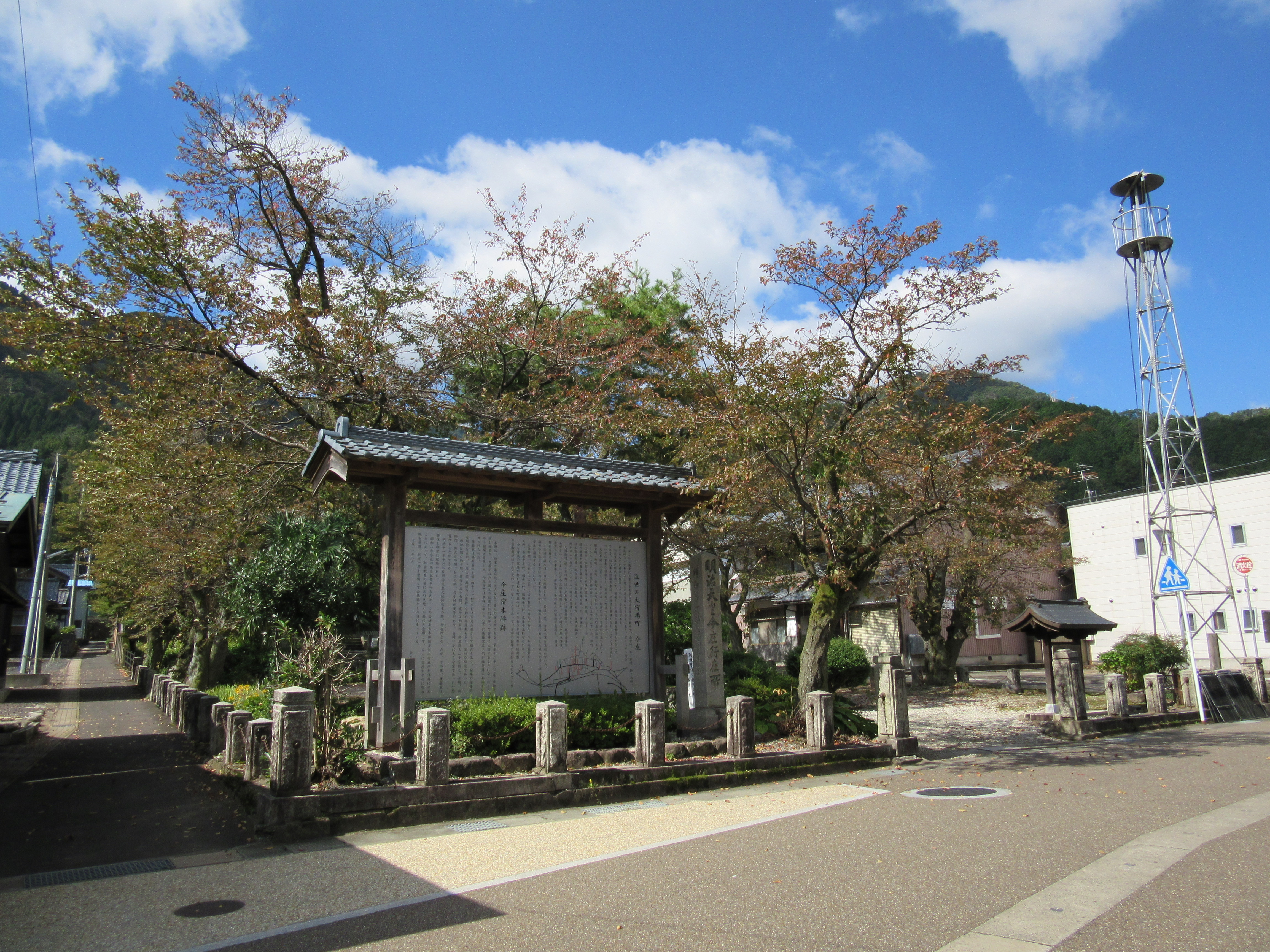
今庄宿旧本陣跡